# Olios claviger
Olios claviger is een spinnensoort uit de familie van de jachtkrabspinnen (Sparassidae).
De wetenschappelijke naam van de soort werd in 1901 als Sparassus claviger gepubliceerd door Reginald Innes Pocock.